# Laguna del Rosario
Laguna del Rosario es una localidad del municipio de Huimanguillo ubicado en la subregión de la Chontalpa del estado mexicano de Tabasco.

## Geografía
La localidad de Laguna del Rosario se sitúa en las coordenadas geográficas 17°48′30″N 93°48′33″O / 17.808333, -93.809167, a una elevación de 10 metros sobre el nivel del mar.

## Demografía
Según el Conteo de Población y Vivienda 2020, efectuado por el Instituto Nacional de Estadística y Geografía, la localidad de Laguna del Rosario tiene 46 habitantes, de los cuales 21 son del sexo masculino y 25 del sexo femenino. Su tasa de fecundidad es de 3 hijos por mujer y tiene 12 viviendas particulares habitadas.
| Gráfica de evolución demográfica de Laguna del Rosario entre 1990 y 2020 |
|                                                                          |
| INEGI.                                                                   |